# Baskenland-Rundfahrt 2002
Die 59. Baskenland-Rundfahrt war ein Rad-Etappenrennen, das vom 8. bis 12. April 2002 stattfand. Das Rennen wurde über vier Etappen, eine Halbetappe und ein Einzelzeitfahren ausgetragen.

## Etappen
| Etappe    | Tag       | Start – Ziel         | km    | Etappensieger      |
| --------- | --------- | -------------------- | ----- | ------------------ |
| 1. Etappe | 8. April  | Zalla – Zalla        | 139   | Beat Zberg         |
| 2. Etappe | 9. April  | Zalla – Gasteiz      | 183   | César García Calvo |
| 3. Etappe | 10. April | Gasteiz – Altsasu    | 170   | Aitor Osa          |
| 4. Etappe | 11. April | Altsasu – Villabona  | 154   | Franco Pellizotti  |
| 5a Etappe | 12. April | Villabona – Elgoibar | 094   | David Etxebarria   |
| 5b Etappe | 12. April | Elgoibar (EZF)       | 015,2 | David Etxebarria   |